# Labirynt fresków (Mariampol)

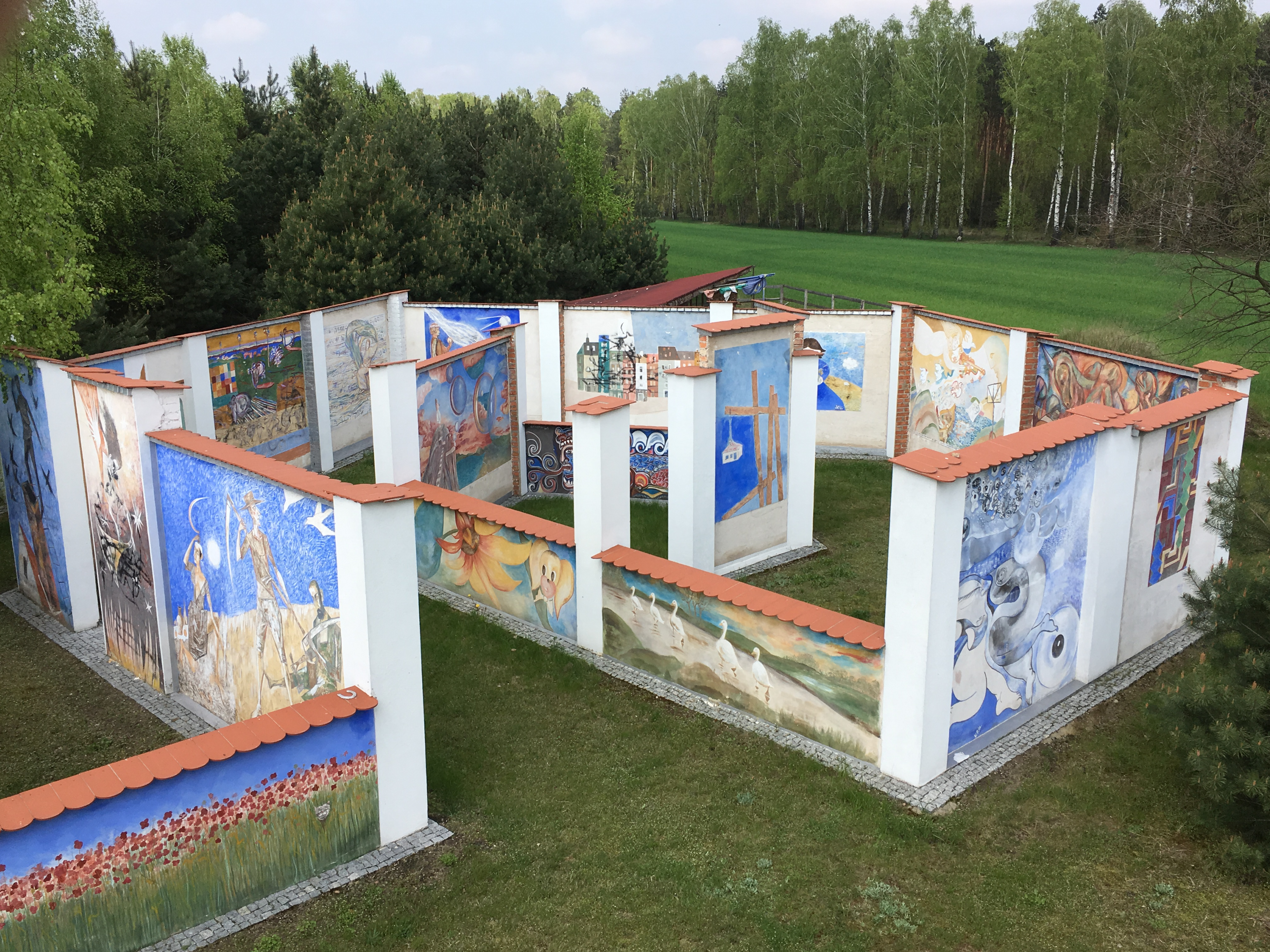
Labirynt fresków

Labirynt fresków (Mariampol) znajduje się w Mariampolu 12 na działce prywatnej Stanisława Radomińskiego, w gminie Parzęczew koło Łodzi. Zawiera 50 fresków artystów z 14 krajów.

## Historia
Inicjatywa stworzenia Labiryntu Fresków powstała na początku drugiej dekady XXI wieku ze współpracy właściciela z Adamem Kowalczewskim, prowadzącym w Łodzi galerię sztuki ADI – ART. To on zajmuje się organizacją plenerów, zaprasza artystów i czuwa nad logistyką całości. Sam labirynt buduje gospodarz – Stanisław Radomiński i co roku domurowywane są kolejne ściany w zależności od liczby artystów i wielkości fresków, jakie chcą wykonać. Freski są robione metodą nakładania pigmentu na mokry tynk, co gwarantuje trwałość powstałych obrazów.
Patronem artystycznym przedsięwzięcia został wybitny artysta włoski Vico Calabro, najsłynniejszy współczesny twórca fresku. Zajmuje się tworzeniem nowych, jak i renowacją starych fresków. Prawie wszyscy światowi i europejscy twórcy, którzy zajmują się freskami, są jego uczniami. Dzięki podobnym inicjatywom rozwija się zanikająca technika artystyczna, nawiązują się kontakty i tworzy mapa specjalistów w zakresie tworzenia i renowacji fresków.
Podczas kilku zorganizowanych dotychczas plenerów powstało wiele fresków, wykonanych techniką na mokrym tynku przez artystów z kraju i zagranicy. Między innymi: Vico Calabro (Włochy), Alejandro Morfin (Meksyk), Iryna Radkiewicz (Białoruś), Raul Gope (Meksykanin, artysta od wielu lat mieszkający w Polsce, w którego twórczości często występuje motyw uskrzydlonych krów), Stephen Grima (Malta), Annelies Toebes (Holandia) i artyści polscy Piotr Król, Wioletta Lewndowska z Zamościa, która jest organizatorką Frescopolis i Międzynarodowego Festiwalu Fresku w Zamościu - pleneru podobnego do mariampolskiego, podczas którego na ścianie Przedszkola Miejskiego nr 1 w Zamościu powstał fresk według projektu Vico Calabro w wykonaniu Marty Mosór, Doroty Bronikowskiej, Style Walls, Marzanny Muchy, Wioli Lewandowskiej, Vico i Mario Fait. 
Otwarta przestrzeń nie szkodzi freskom. Nic się z nimi nie dzieje, nie płowieją, tylko niestety wandale część z nich spryskali farbą. Na szczęście farba, którą pomazali freski, powoli znika pod wpływam deszczu, słońca i przede wszystkim rozpuszczalnika używanego do pigmentów.

## Galeria

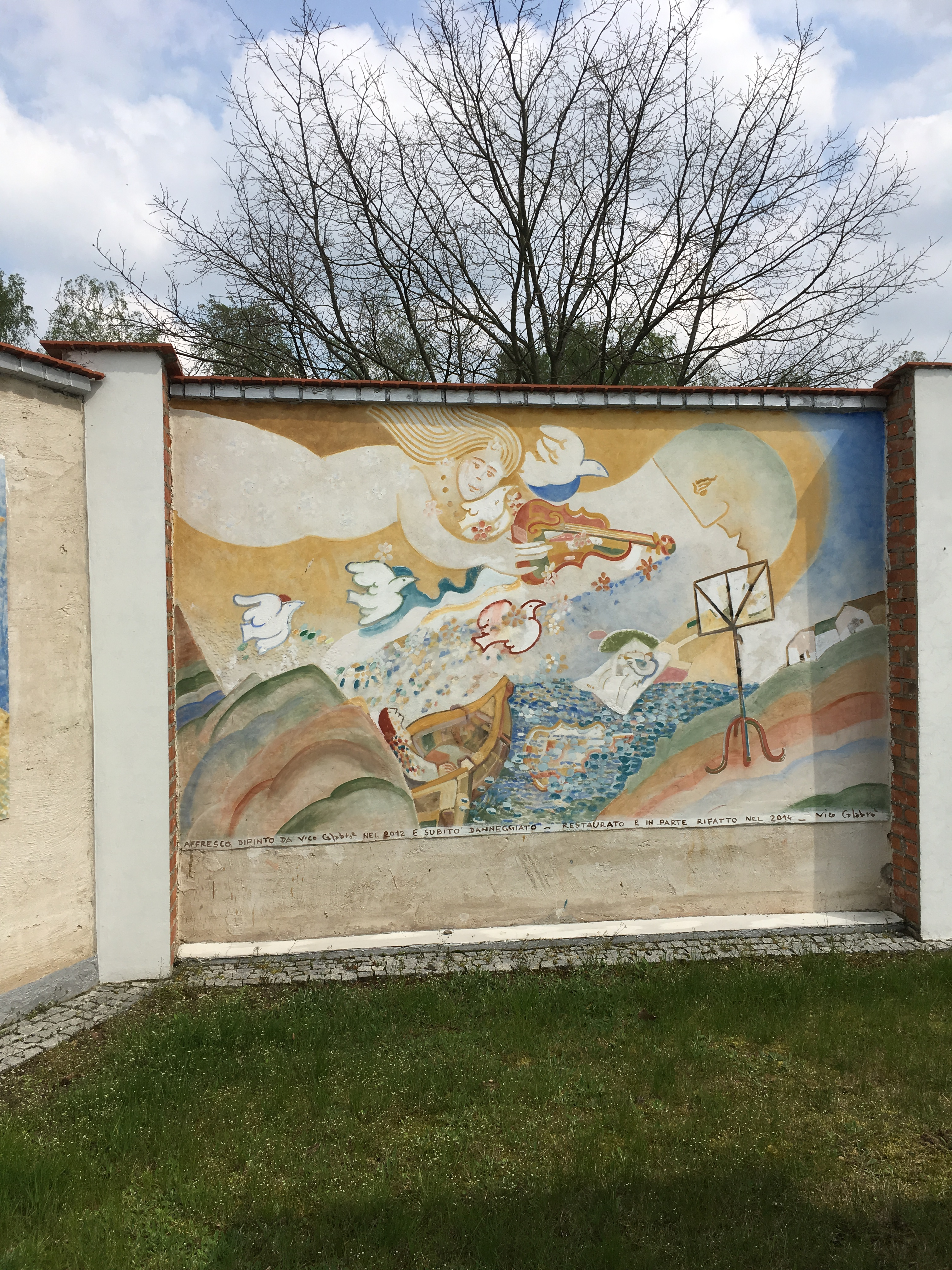
Ulotność - Vico Calabro
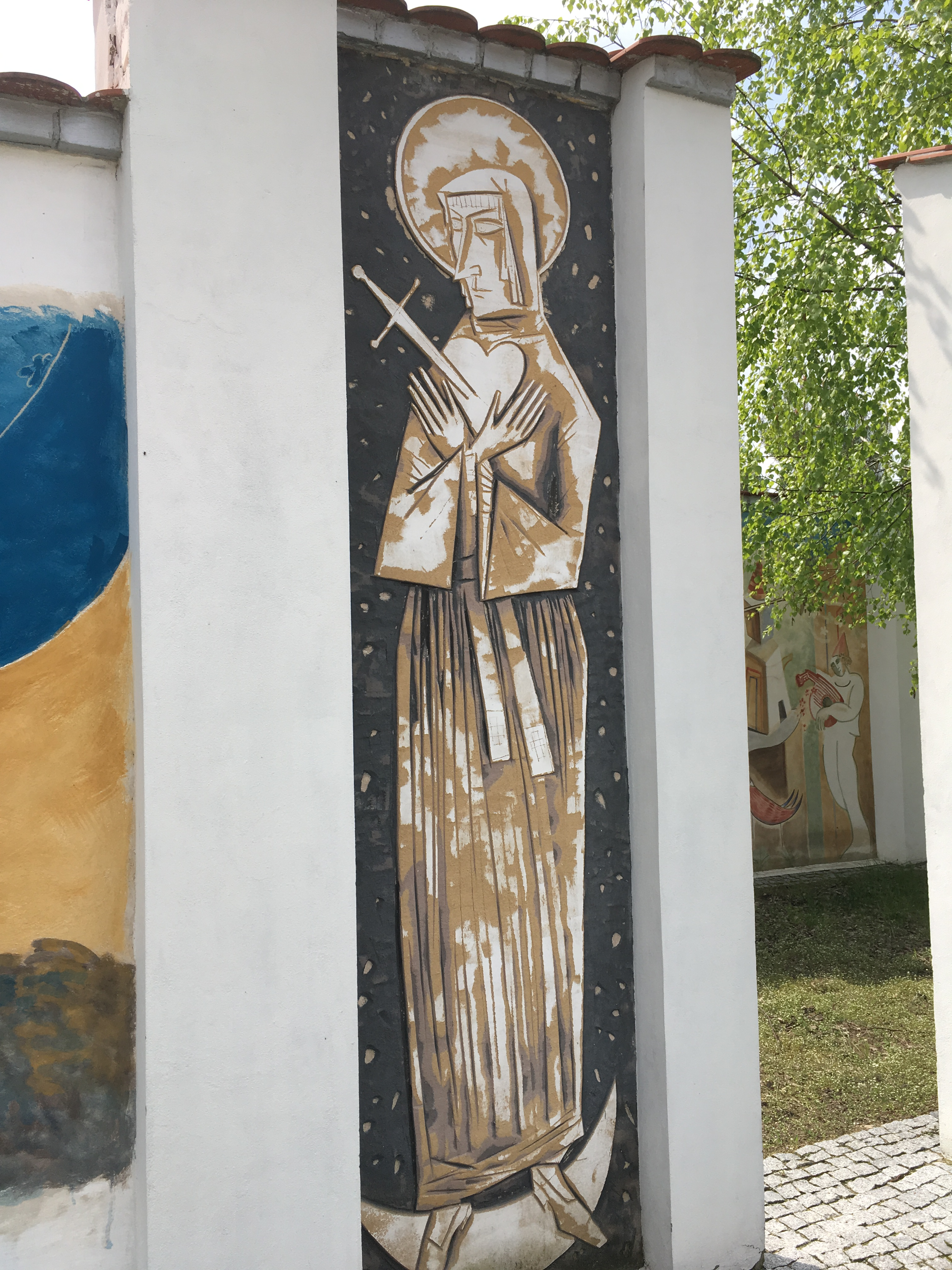
Serce
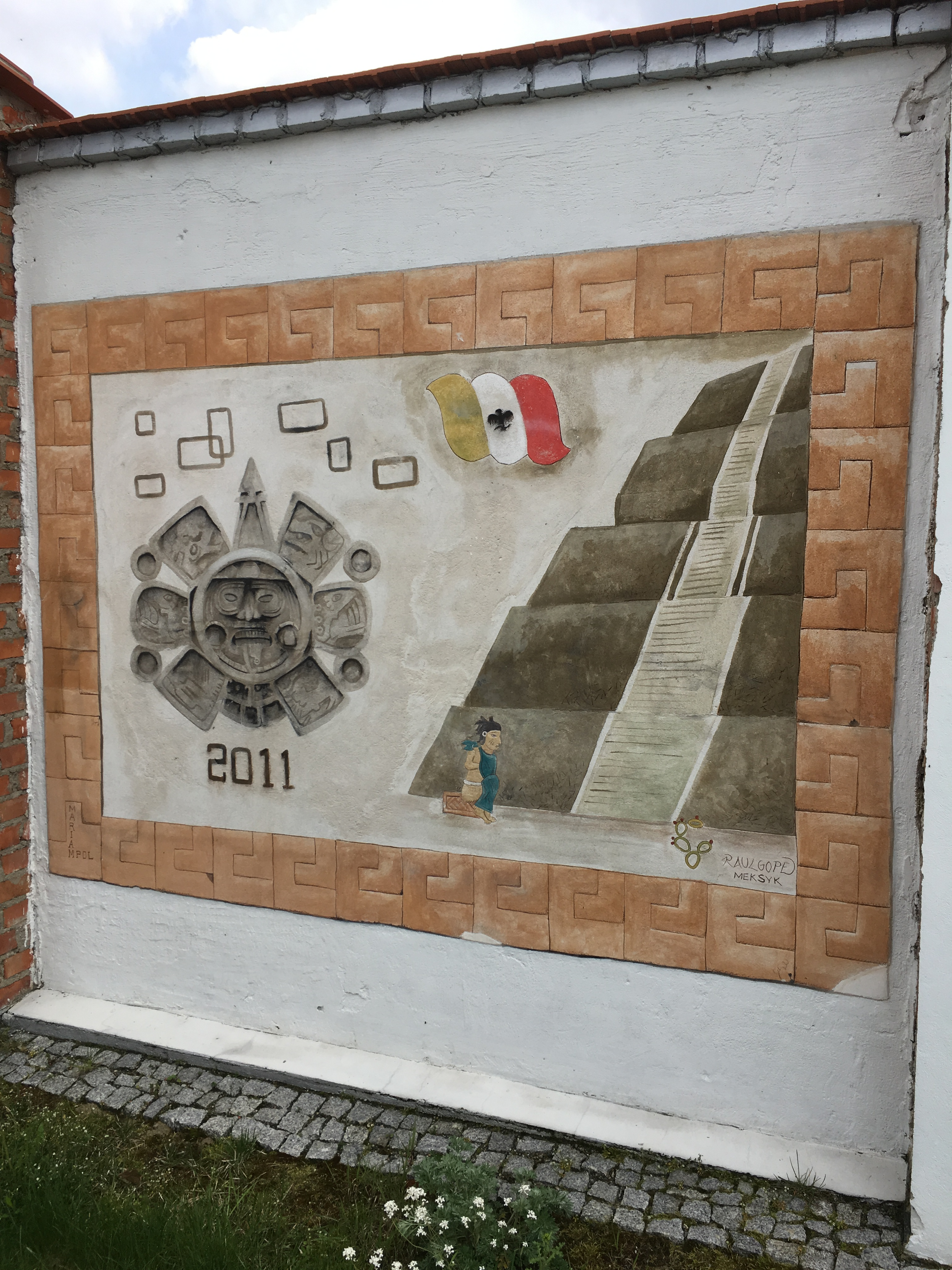
Czas Azteków - Raul Gope
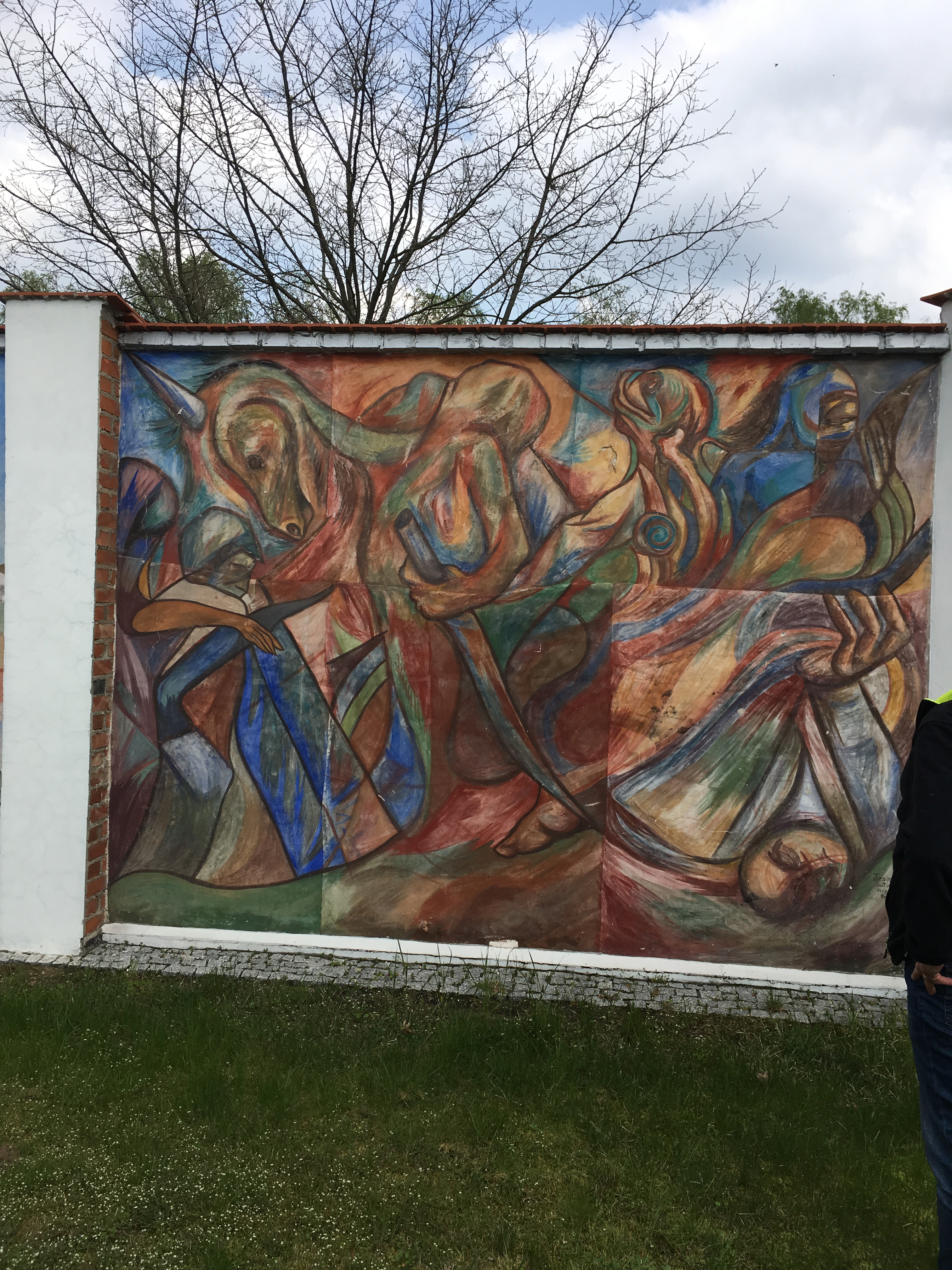
Jednorożec
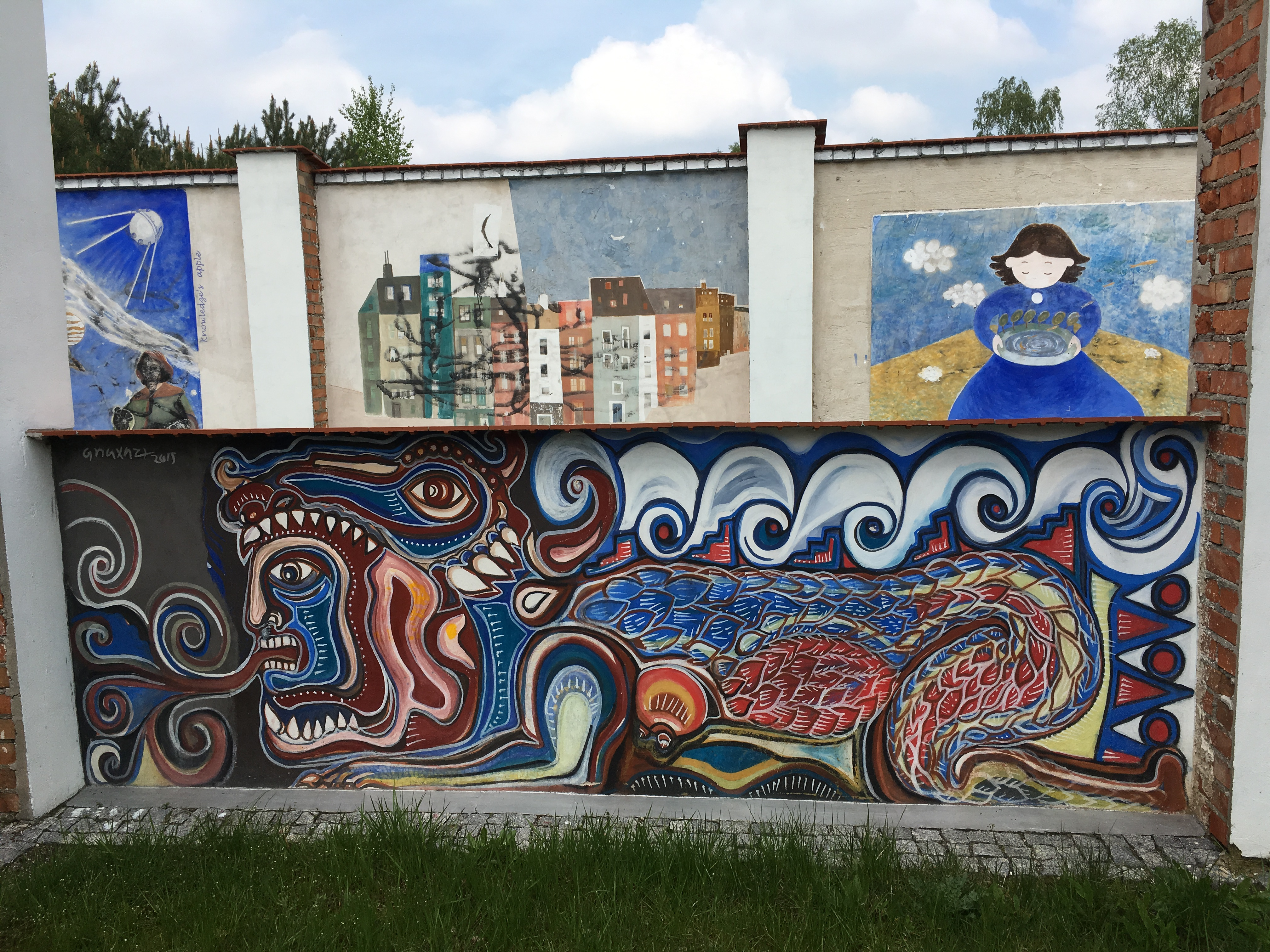
Bóstwo
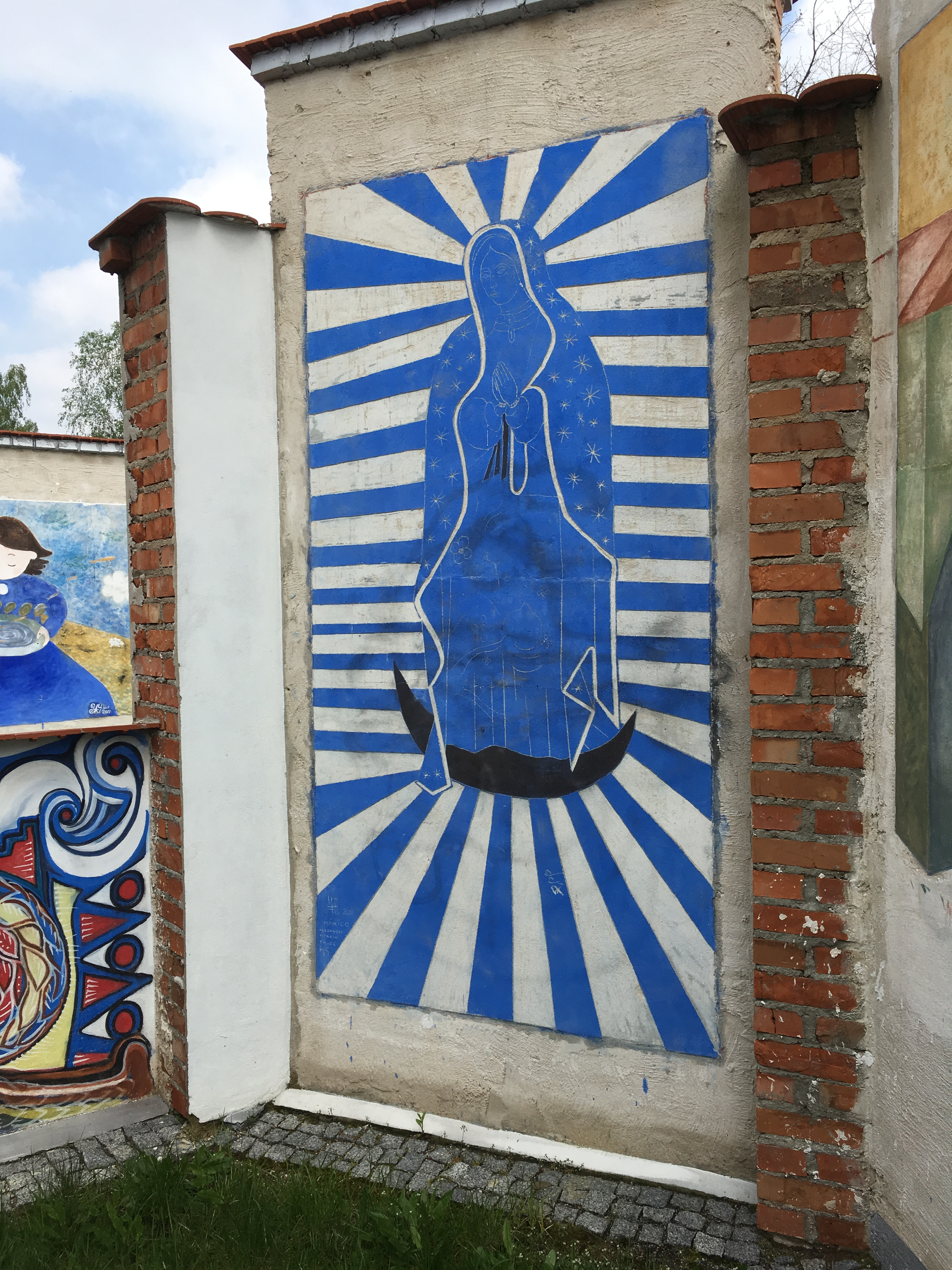
Pieta
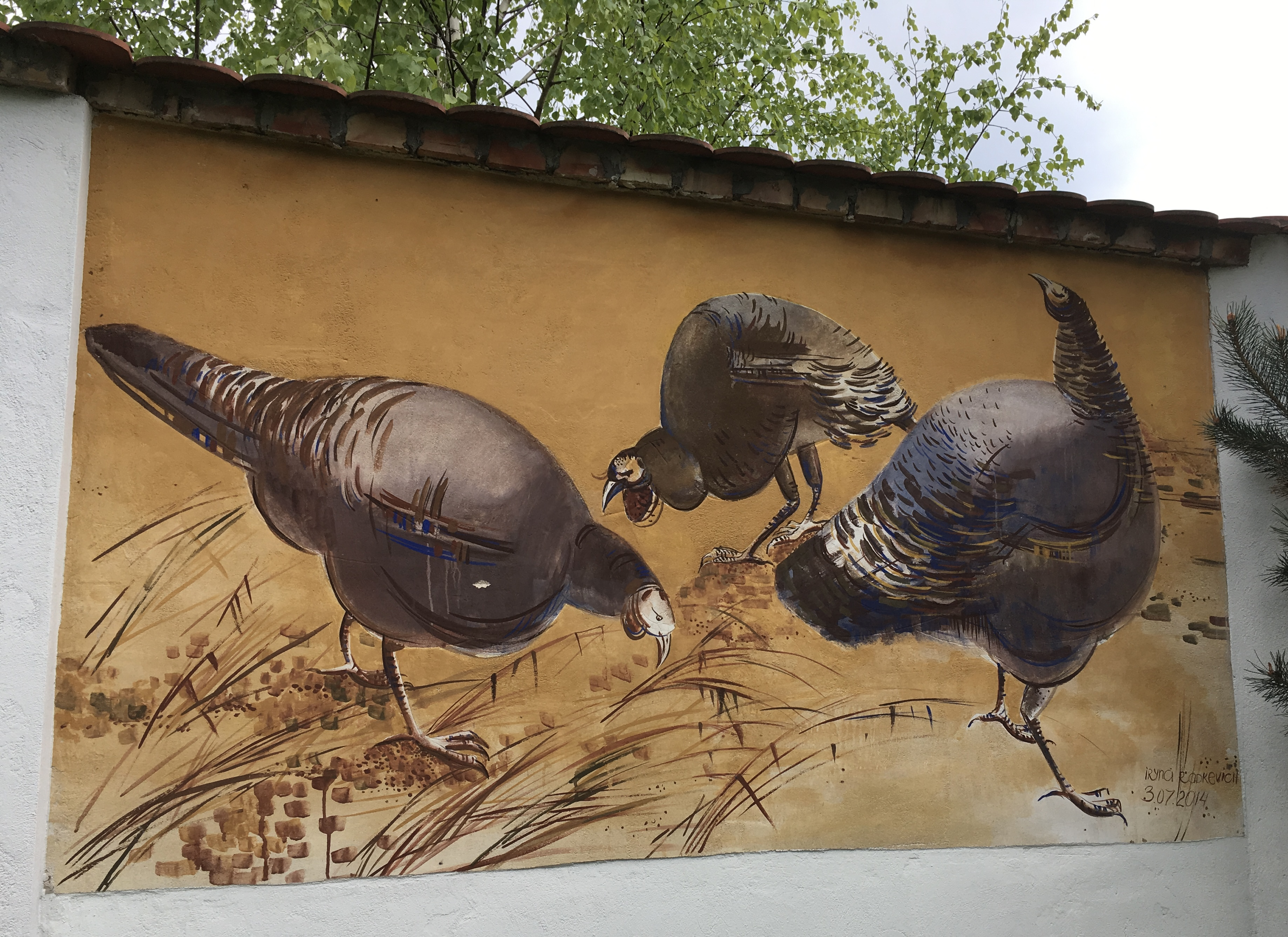
Za pożywieniem - Irena Radkiewicz
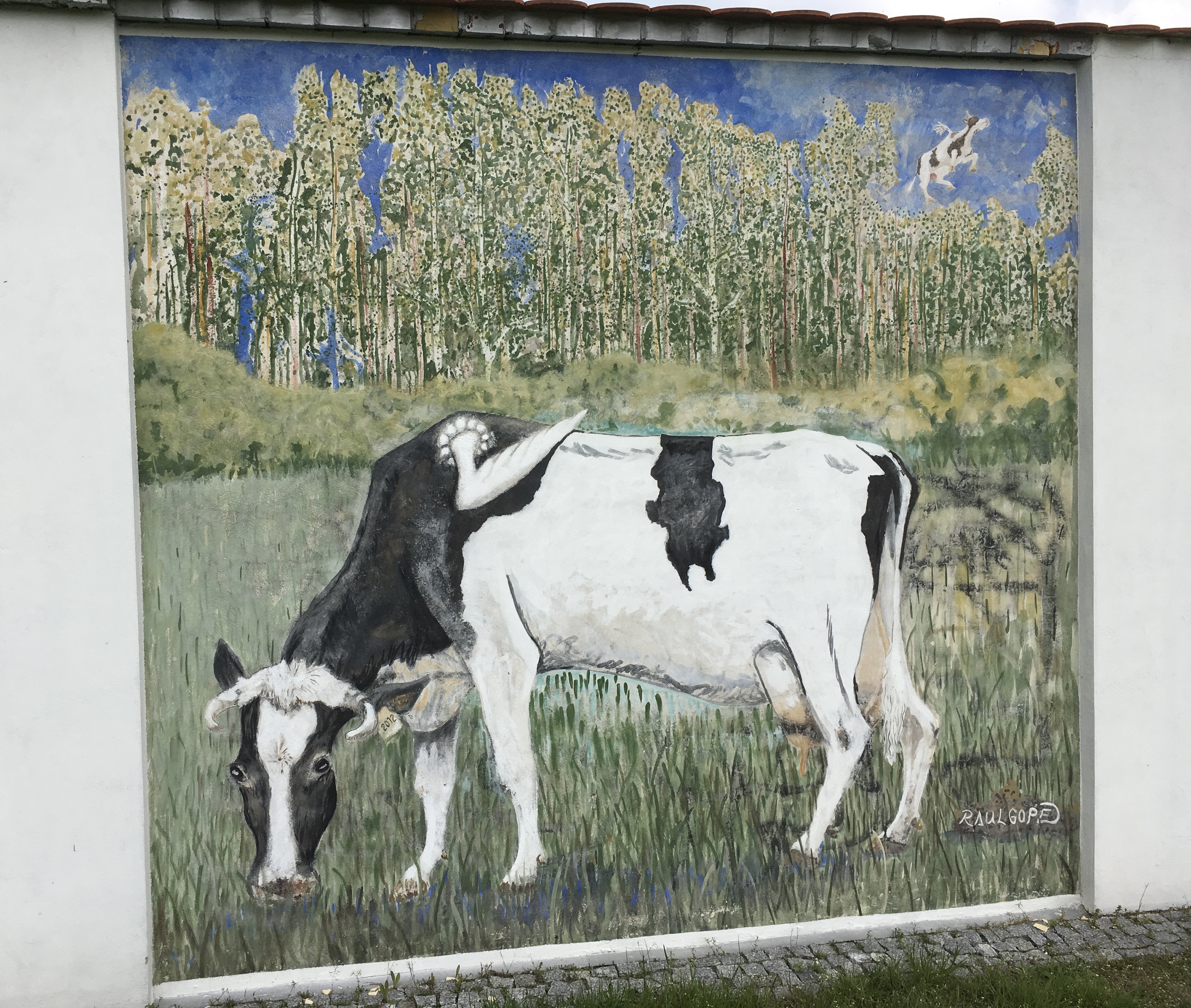
Latające krowy - Raul Gope
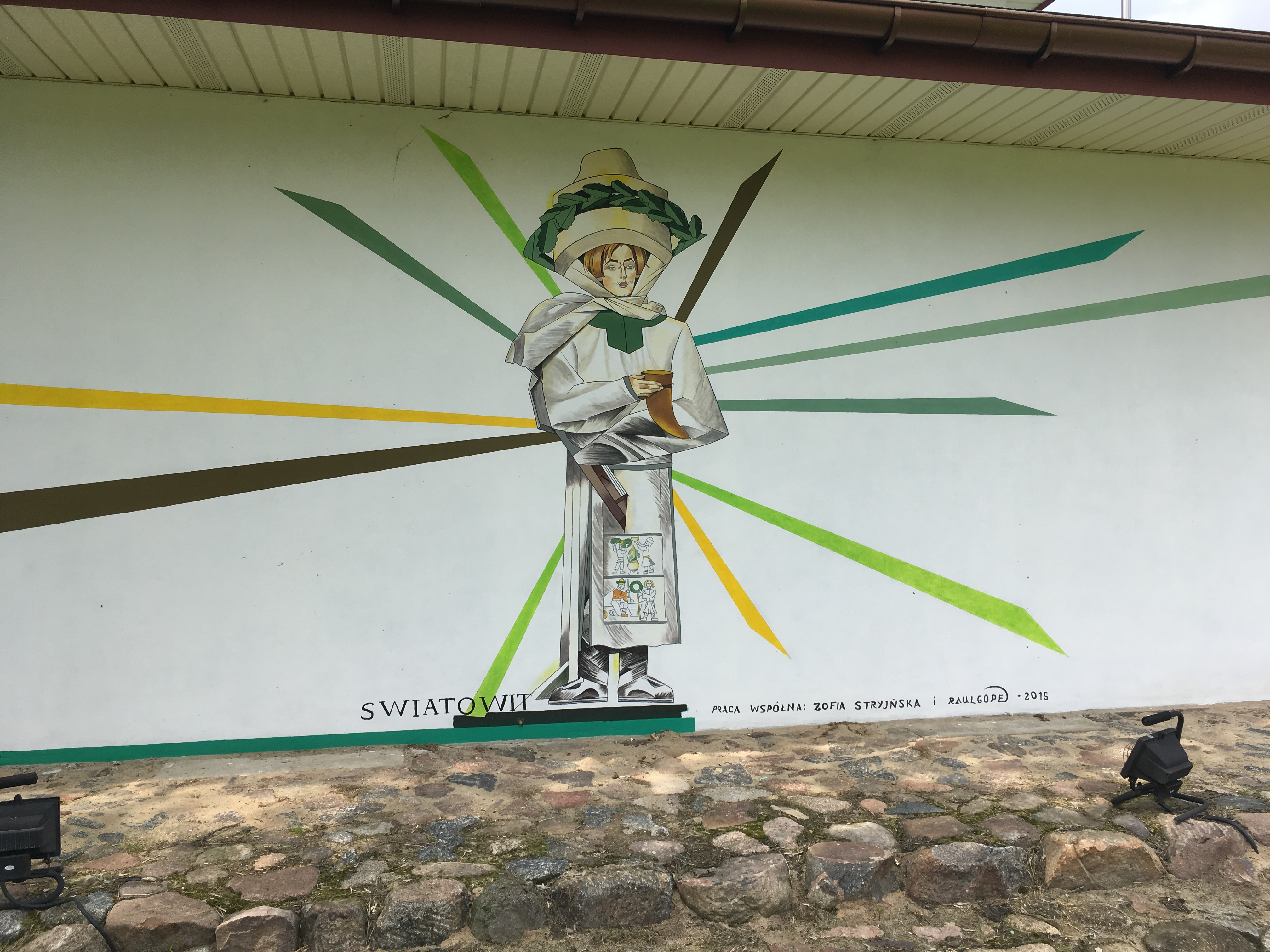
Światowit - Praca wspólna: Zofia Stryjńska i Raul Gope
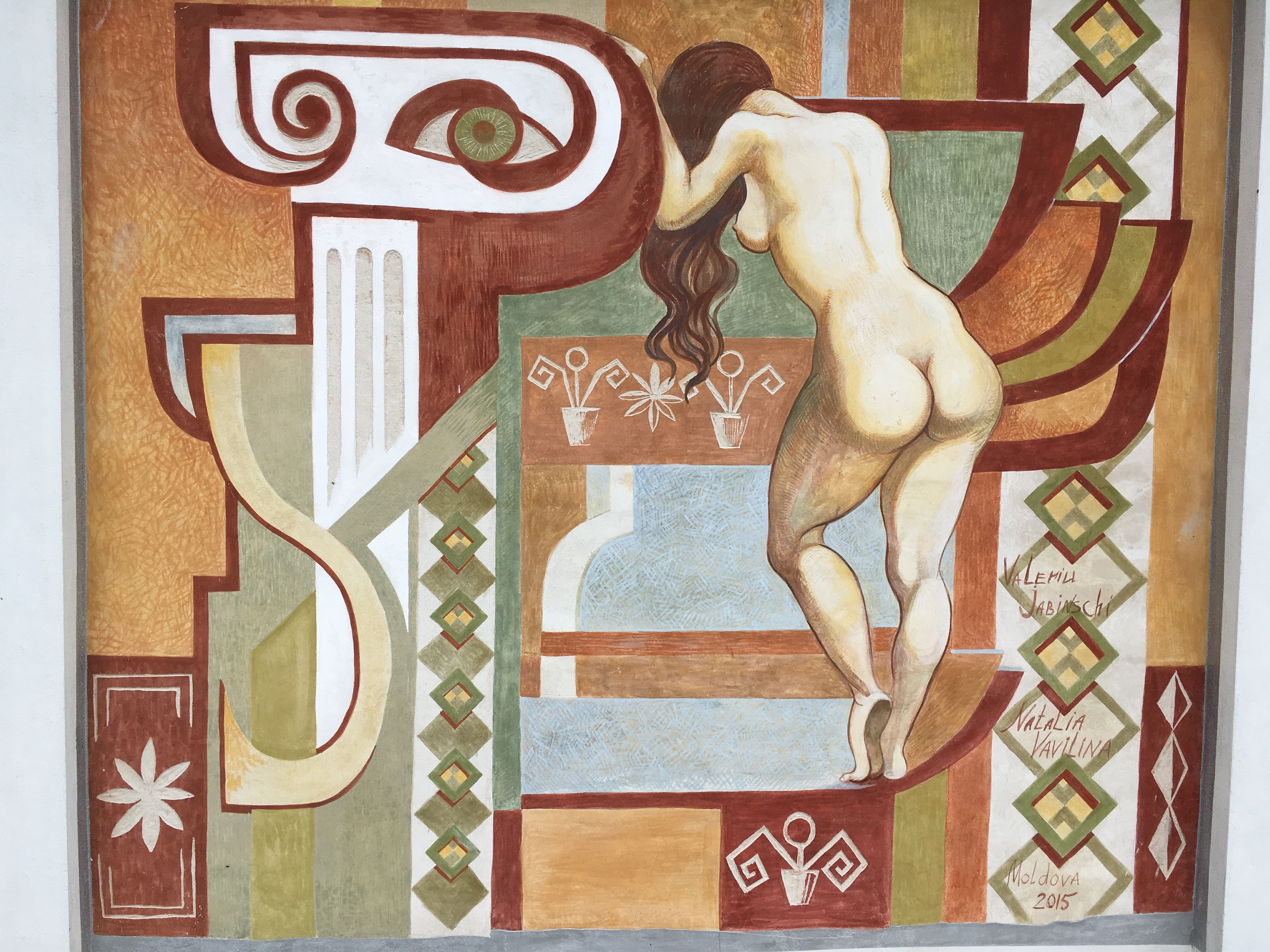
Kąpiel - Valemill Jabińschi i Natalia Vavilina
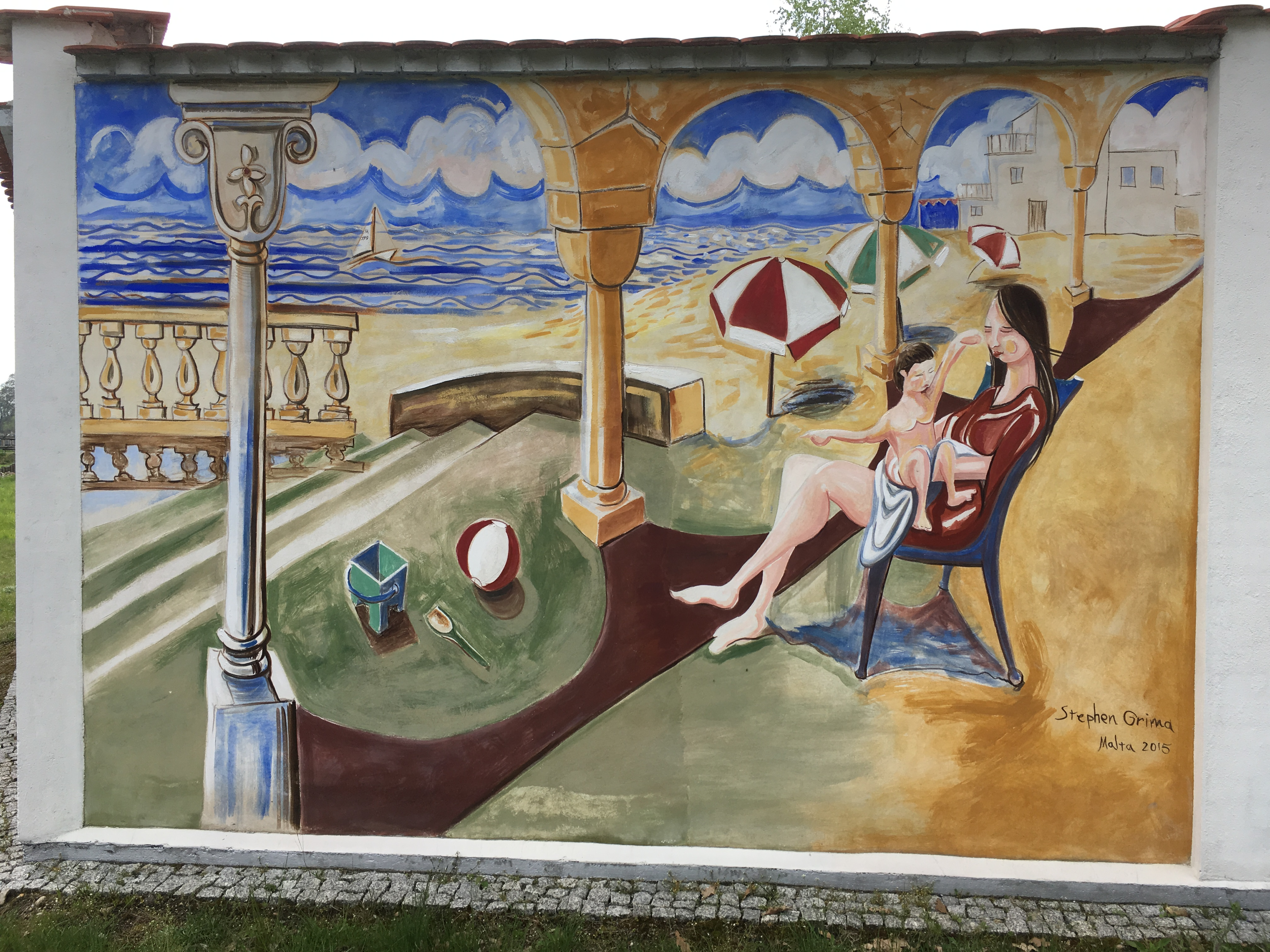
Nad morzem - Stephen Grima
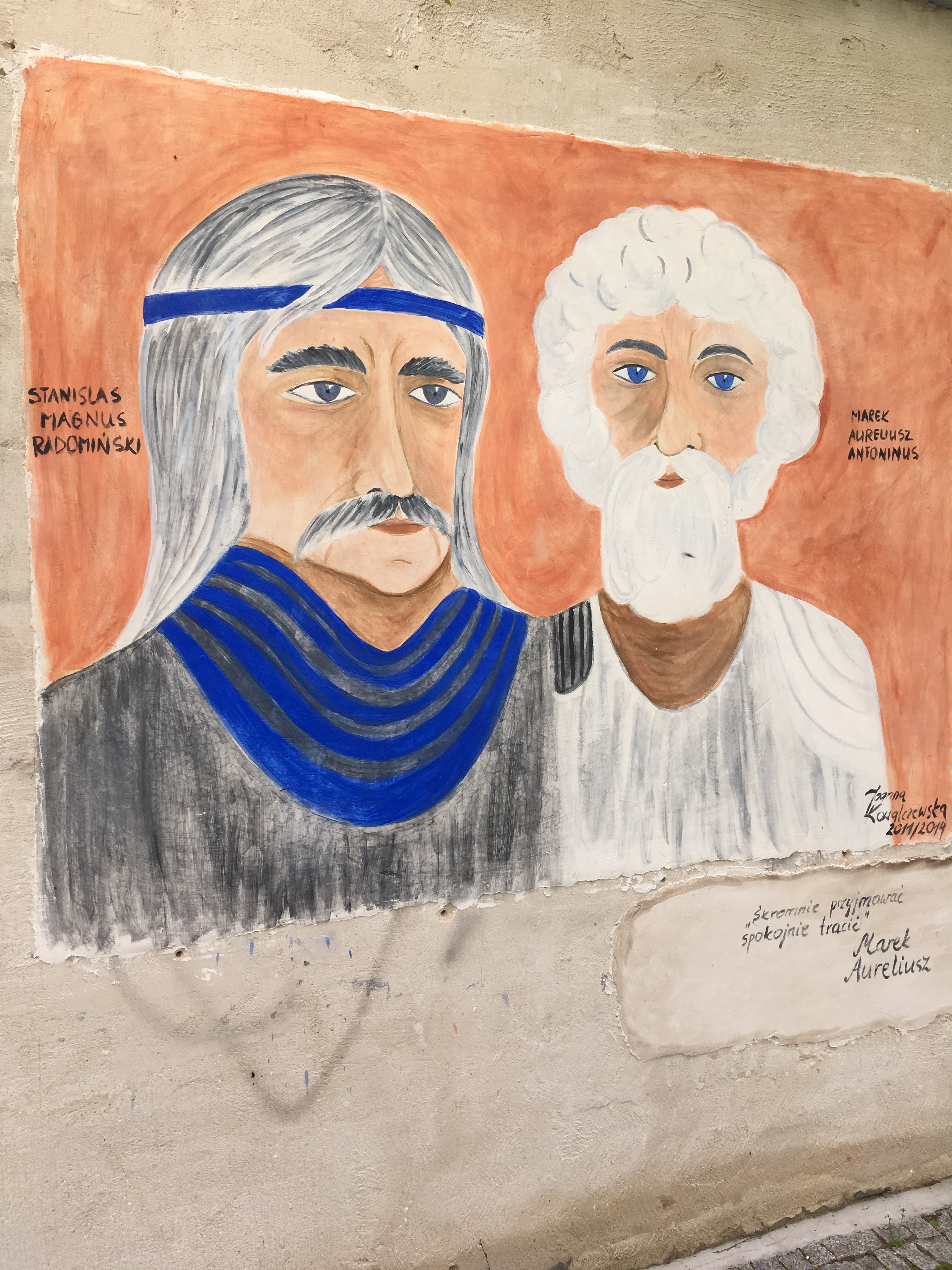
Stanisław Radomiński i Marek Aureliusz - Joanna Kowalczewska